# Antiblemma bipustulata
Antiblemma bipustulata är en fjärilsart som beskrevs av Walker 1867. Antiblemma bipustulata ingår i släktet Antiblemma och familjen nattflyn. Inga underarter finns listade i Catalogue of Life.